# Polygonia satyrus
Polygonia satyrus is een vlinder uit de familie Nymphalidae. De wetenschappelijke naam van de soort is, als Grapta satyrus, in 1869 voor het eerst geldig gepubliceerd door William Henry Edwards.